# Mahāsiddha
Mahasiddha significa en Sánscrito "gran adepto".
Esta tradición se desarrolló en la India en su periodo medieval entre los siglos III y XIII. Alcanzando el Tíbet.
Está basada en los sutras Mahāyāna pero siendo sus prácticas diferentes.
Los Mahasiddha son aquellos que por medio de prácticas tántricas consiguen diversos poderes mágicos o Siddhis.
De entre los Mahasiddas se destacan los llamados "84 Mahasiddhas" siendo uno de los más famosos Padmasambhava.